# 爆料 (馬)
爆料是一匹在澳洲出生以及在澳門訓練的純種競賽馬匹。主要勝出賽事包括澳港盃以及港澳盃。

## 競賽生涯

### 2008-09年馬季
爆料的第一場賽事為第四五班賽事的神奇百萬碟，結果在直路帶出後輕鬆取勝。由於爆料是神奇百萬拍賣會馬匹，因此獲得五萬港元的特別獎金。其後勝出三場1000-1200米的賽事，當中勝負距離均超過一個馬位。1月11日挑戰分級賽主席挑戰盃，澳門賽馬會公佈排位時由於馬匹評分較低，只列為後備，後來有馬退出，補上為正選，但全程表現平平，只得第九。
在4月12日再次復出，在第一二班賽事以3-1/2個馬位輕取對手，再於6月12日在變化場地中勝出第一班賽事。
6月27日角逐三歲馬賽事里斯本短途錦標，原本大有機會與沙地賽保持不敗的百事盈作出較量，兩馬雙雙成為大熱門，但是卻無法發揮原有的實力，最後僅維持均速只跑得第四而回。8月2日角逐三級賽夏季錦標仍然成為大熱門，在偏軟場地下仍能取勝。
在該季，摩加利曾打算讓牠角逐澳洲的神奇百萬挑戰賽或新加坡KrisFlyer國際短途錦標，但最終未能成行。

### 2009-10年馬季
季初角逐第一二班賽事，負重磅下只跑第四。11月22日角逐平磅公開賽澳門賽馬會20週年盃，成為大熱門，結果不負重望，輕鬆在直路彈出取勝。賽後希望獲參加香港短途錦標的機會，但沒有被選中。
12月26日角逐一班賽事，爆料負133磅上陣，在直路無法超越玩具勁之餘，更被大熱門黃金可愛輕鬆帶離，取得第三。其後角逐春季錦標以及澳門堅尼預賽，結果跑第三而回。
3月6日角逐港澳盃，由於之前無論在平磅還是讓磅賽比較吃虧，加上1400米不是首本路程，此外主力澳門馬匹金手槍及黃金可愛亦是半冷門，因而成為99倍大冷門。起步後不久搶前，轉彎時加速，帶離其他前列馬。比賽最後階段受到兩大熱門雅雪以及醉味的挑戰。最終仍能以些許優勢取勝。4月17日角逐主席挑戰盃而避戰澳港盃，成為賽事的次熱門，起步慢閘，之後試圖追回領放的黃金之星，但被對手越帶越遠，以7個馬之差負於對手。
在5月2日舉行的澳門短途精英盃賽事中，爆料再度與黃金之星展開激烈競爭。但是這次比賽中爆料表現回勇，再加上騎師杜西奧於後半段不斷發力，最終復仇成功並奪標；相反黃金之星卻表現失準，更在衝過終點前被同場的榮華富貴後上奪得第二名，最後只能屈居季軍。

### 2010-11年馬季
在上季末的澳門馬主協會盃中由於完賽後流鼻血，因此休養至11月7日的新西蘭純種馬錦標才開始上陣，但只能以第十名完賽。其後也角逐了澳門沙地精英盃及日本中央競馬會盃，兩次都不敵對手，只能以第二名飲恨。
不過在2月11日的第一班沙地1050米的賽事中，發生了競賽生涯中一次重大意外。在跑至最後直路時，同場馬匹襌山客突然發生左前芝麻骨骨折而倒下，尾隨的爆料走避不及而人仰馬翻。襌山客最終被人道毀滅，幸好爆料只是出現鼻孔外傷流血及兩前膝瘀傷，休息了個多月後再度進行試閘（800米），結果跑出第一名的成績。
爆料於3月19日舉行的亞洲電視盃中復出。該場賽事中，爆料於早段已經成功突圍，最後階段更以六又二分一馬位的優勢奪冠，為其贏得睽違十個多月的頭馬。在馬季曾經傳出於烏拉圭轉任種馬以及在澳洲配役，但最後沒有實行。

## 詳細賽績
| 日期       | 馬場 | 距離   | 級別      | 賽事名稱                       | 負重（磅） | 騎師   | 名次/出馬 | 時間    | 與頭馬距離 | 冠軍（亞軍） |
| ---------- | ---- | ------ | --------- | ------------------------------ | ---------- | ------ | --------- | ------- | ---------- | ------------ |
| 11/10/2008 | 氹仔 | 草1000 | CLASS 4&5 | 神奇百萬碟                     | 123        | 冼文諾 | 1/14      | 0:57.1  | 2-3/4      | （全壘打）   |
| 25/10/2008 | 氹仔 | 草1000 |           | 第三四班讓賽                   | 125        | 冼文諾 | 1/12      | 0:57.0  | 2-1/4      | （龍蝦王）   |
| 7/12/2008  | 氹仔 | 草1200 |           | 第三四班讓賽                   | 133        | 冼文諾 | 1/14      | 1:08.8  | 2-1/4      | （聯一精神） |
| 27/12/2008 | 氹仔 | 草1200 |           | 第二班讓賽                     | 123        | 冼文諾 | 1/14      | 1:09.1  | 3-1/4      | （皇者真威） |
| 11/1/2009  | 氹仔 | 草1200 | MOG1      | 主席挑戰盃                     | 126        | 貝善利 | 9/14      | 1:09.3  | 7-1/4      | 獎門人       |
| 12/4/2009  | 氹仔 | 草1200 |           | 第一二班讓賽                   | 122        | 冼文諾 | 1/14      | 1:08.8  | 3-1/4      | （百勝神駒） |
| 14/6/2009  | 氹仔 | 草1000 |           | 第一班讓賽                     | 114        | 冼文諾 | 1/14      | 1:01.6  | 2-1/4      | （宮殿福將） |
| 27/6/2009  | 氹仔 | 草1200 | MOG3      | 里斯本短途錦標                 | 131        | 冼文諾 | 4/5       | 1:13.7  | 5-1/4      | 百事盈       |
| 2/8/2009   | 氹仔 | 草1200 | MOG3      | 夏季錦標                       | 119        | 冼文諾 | 1/14      | 1:08.5  | 1-3/4      | （濠江歡騰） |
| 10/10/2009 | 氹仔 | 草1200 |           | 第一二班讓賽                   | 131        | 冼文諾 | 4/13      | 1:10.3  | 1-3/4      | 溢勝光輝     |
| 15/11/2009 | 氹仔 | 草1200 | OPEN      | 澳門賽馬會二十周年盃（公開賽） | 126        | 高君濤 | 1/14      | 1:08.4  | 3-1/2      | （百事盈）   |
| 26/12/2009 | 氹仔 | 草1200 |           | 第一班讓賽                     | 133        | 錢健明 | 3/14      | 1:09.1  | 3-1/2      | 黃金可愛     |
| 6/2/2010   | 氹仔 | 草1400 | MOG3      | 春季錦標                       | 130        | 高君濤 | 3/14      | 1:21.2  | 3-1/2      | 金手槍       |
| 20/2/2010  | 氹仔 | 草1400 | MOG3      | 澳門堅尼預賽（公開賽）         | 126        | 高君濤 | 3/11      | 1:24.6  | 1-1/2      | 拍檔福星     |
| 6/3/2010   | 沙田 | 草1400 | HKG3      | 港澳盃                         | 130        | 杜西奧 | 1/14      | 1:21.22 | 1/2        | （醉味）     |
| 17/4/2010  | 氹仔 | 草1200 | MOG1      | 主席挑戰盃                     | 126        | 杜西奧 | 2/14      | 1:13.3  | 7-1/4      | 黃金之星     |
| 2/5/2010   | 氹仔 | 草1200 | MOG3      | 澳門短途精英盃                 | 126        | 杜西奧 | 1/6       | 1:07.7  | 3-1/4      | （榮華富貴） |
| 28/8/2010  | 氹仔 | 草1200 | CLASS 1   | 澳門馬主協會盃                 | 127        | 高君濤 | 8/8       | 1:14.1  | 33-1/4     | 創新福星     |
| 7/11/2010  | 氹仔 | 草1000 | CLASS 1   | 新西蘭純種馬錦標               | 133        | 杜西奧 | 10/13     | 1:00.0  | 7          | 合浦勇將     |
| 27/11/2010 | 氹仔 | 沙1300 | MOG3      | 澳門沙地精英盃                 | 126        | 杜西奧 | 2/12      | 1:18.6  | 1-3/4      | 黃金之星     |
| 11/12/2010 | 氹仔 | 草1400 | CLASS 1   | 日本中央競馬會盃               | 133        | 杜西奧 | 2/13      | 1:20.4  | NECK       | 榮華富貴     |
| 28/1/2011  | 氹仔 | 沙1300 | CLASS 1   | 第一班讓賽                     | 129        | 杜西奧 | 4/11      | 1:19.1  | 3-1/4      | 天下財星     |
| 11/2/2011  | 氹仔 | 沙1050 | CLASS 1   | 第一班讓賽                     | 130        | 杜西奧 | 未能完賽  | N/A     | N/A        | 合浦勇將     |
| 19/3/2011  | 氹仔 | 草1200 | CLASS 1   | 亞洲電視盃                     | 131        | 杜西奧 | 1/14      | 1:11.2  | 6-1/2      | （超合金）   |

## 血統背景
父系Catcher In the Rye雖然只出賽四次，更只在一場處女馬賽事取勝，但曾在法國二千堅尼跑獲亞軍，因此退役後在南北半球兩地進行配種。母系Steel Shuffle，出自Steel Blade，出賽69次取得12場勝利，所誕下子嗣全部取得勝利。